# Олександр Кунілейд
Олександр Кунілейд (ест. Aleksander Kunileid; 22 листопада 1845, Аудру, Російська імперія — 27 липня 1875, Полтава, Російська імперія) — естонський композитор, один із засновників естонської хорової музики.

## Біографія
Народився 1845 року в невеликому селищі Аудру, біля Пярну в сім'ї вчителя. З самого дитинства проявляв музичні здібності. Першу музичні уроки здобував від батька, який навчив його грати на органі та фортепіано. У 16-річному віці відвідував вчительську семінарію у Валці, де він вчився у хорового майстра Яніса Цимзе.
Зебельман закінчив семінарію в 1865 році та влаштувався вчителем у селі Пайсту, де пропрацював три роки. Там від деколи грав на органі в місцевій церкві. Згодом познайомився з видатними особами Естонського національного пробудження, такими як Карл Роберт Якобсон, Йоган Вольдемар Янсен та його дочкою Лідією Койдула. Своє німецько-звучне прізвище змінив на Кунілейд, за девізом Якобсона «Шукай, поки не знайдеш» (Otsi, kuni leiad). 1868 року став помічником викладача Відземської семінарії.
На прохання Якобсона, в 1869 році Кунілейд взяв участь в першому Естонському пісенному фестивалі та відіграв у ньому важливу роль. Разом з Янсеном був співорганізатором фестивалю, а також головним журі хорових виступів.
Того часу Кунілейд написав цілу низку хорових композицій, серед яких «Mu isamaa on minu arm», «Sind surmani» та «Mu isamaa nad olid matnud», які зараз вважаються естонською національною класикою. Якобсон включив роботи Кунілейда до своєї відомої колекції естонських пісень Wanemuine Kandle Healed.
1871 року разом з братом Фрідріхом, який також закінчив семінарію, переїхав до Санкт-Петербургу. Їм довелось жити спочатку в досить обмежених умовах. Кунілейд працював вчителем в естонській школі в Гатчині, а пізніше вчителем семінарії в Колпіно. У 1873 році здоров'я Кунілейда значно погіршилось і в пошуках кращого клімату він переїхав до Полтави, де працював вчителем та органістом. Влітку 1875 року помер та похований на Полтавському міському кладовищі, яке було ліквідовано після Другої світової війни.

## Вибрані композиції
- «Arg kosilane» (Текст: Фрідріх Кройцвальд)
- «Kaste ja pisarad» (Карл Роберт Якобсон)
- «Meil aiaäärne tänavas» (Лідія Койдула)
- «Miks sa nutad, lilleke?» (Лідія Койдула)
- «Mu mõttes on üks ainuke»
- «Põua aastal 1868» (Карл Роберт Якобсон)
- «Süda tuksub»
- «Ema ja laps» (Карл Роберт Якобсон)
- «Mu isamaa on minu arm» (Лідія Койдула)
- «Mu isamaa, nad olid matnud» (Лідія Койдула)
- «Sind surmani» (Лідія Койдула)
- «Veel pole kadunud kõik» (Карл Роберт Якобсон)
- «Õitse ja haljenda, eestlaste maa» (Лідія Койдула)
- «Süda tuksub»
- «Mu mõttes on üksainuke»